# غار حاجی‌آباد شماره ۲
غار حاجی‌آباد شماره ۲ مربوط به دوران فرادیرینه‌سنگی است و در شهرستان مرودشت، روستای حاجی‌آباد واقع شده و این اثر در تاریخ ۲ آبان ۱۳۸۲ با شمارهٔ ثبت ۱۰۵۳۳ به‌عنوان یکی از آثار ملی ایران به ثبت رسیده است.